# Rånerudåsen
Rånerudåsen is een plaats in de Noorse gemeente Tønsberg in de  provincie Vestfold. Rånerudåsen telt 206 inwoners (2007) en heeft een oppervlakte van 0,19 km². Tot 2020 was het deel van de gemeente Re.